# 737 км (зупинний пункт)
Грани (також — Платформа 737 км) — недіючий залізничний пасажирський зупинний пункт Харківської дирекції Південної залізниці на електрифікованій лінії Харків-Пасажирський — Грани. Остання залізнична платформа напрямку Харків — Бєлгород на території України. Наступна платформа Червоний Хутір розташована вже на території РФ. Розташований в селі Гранів Харківського району Харківської області, за 1 км від кордону з РФ.

## Історія
На зупинному пункті до 2012 року зупинялися лише приміські поїзди Харків — Бєлгород та Бєлгород — Козача Лопань.
З 10 серпня 2012 року рух приміських електропоїздів сполученням Харків — Бєлгород (РФ) був скасований, у зв'язку з припиненням фінансування з боку російської сторони.
З 13 лютого 2015 року між українським Харковом та російським Бєлгородом припинився рух єдиного регіонального електропоїзда підвищеної комфортності № 816/815 через припинення російською стороною в односторонньому порядку дії договору щодо спільної організації руху поїздів на прикордонних залізничних ділянках з РФ та у зв'язку з низьким пасажиропотоком. Регіональний поїзд № 816/815 не мав проміжних зупинок, курсував лише від початкової до кінцевої станції. Впродовж 2014 року регіональним поїздом скористалися в середньому 21 % пасажирів (від загальної кількості місць у поїзді).
Напрямок Харків — Бєлгород обслуговувався моторвагонним депо «Харків» (електропоїзди ЕР2, ЕР2Р, ЕР2Т) та моторвагонним депо «Бєлгород-Курський» (електропоїзди ЕР2, ЕД4, ЕД4М).

## Пасажирське сполучення
З 2014 року приміський рух по зупинному пункту Грани припинено на невизначений термін. Найближча залізнична станція, де діяв приміський рух до російського вторгнення в Україну до 2022 року була станція Козача Лопань. Наразі рух приміських електропоїздів з Харкова обмежено до зупинного пункту Нова Козача.